# Faye Glenn Abdellah
Pour les articles homonymes, voir Abdallah.
Faye Glenn Abdellah, née le 13 mars 1919 à New York et morte le 24 février 2017, est une infirmière américaine qui a fait la guerre de Corée, amirale et théoricienne, autrice de Vingt et un problèmes infirmiers.

## Biographie
Née le 13 mars 1919 à New York d'un père algérien et d'une mère écossaise et décédée le 24 février 2017. Elle a fait des études au Ann May School of Nursing de Neptune dans le New Jersey puis au Teachers College de l'université Columbia, obtenant un Doctorat. Elle enseignait ensuite les soins infirmiers à l’Université de Yale de 1945 à 1949, année où elle a rencontré Lucile Petry Leone, pionnière des soins infirmiers et officier. Elles voulaient faire progresser les soins infirmiers et leur enseignement. De 1950 à 1954, elle a participé à la guerre de Corée. En 1957, Abdellah a dirigé une équipe de recherche à Manchester, dans le Connecticut.
Présidente de l'American Academy of Nursing en 1974 et 1975 et Administratrice adjointe de la santé publique des États-Unis de 1981 à 1989.

## Honneurs
- 1994 : première légende vivante de l'American Academy of Nursing.
- 2000 : introduite au musée national des femmes célèbres.
- Public Health Service Distinguished Service Medal.
- Médaille pour service méritant, étoile d'or.
- National Defense Service Medal, étoile d'or.
- American Campaign Medal
- NOAA Corps Pacific Sea, avec deux étoiles d'or.

## Publications
- Better patient care through nursing research
- Patient-centered approaches to nursing
- Concepts and practices of intensive care for nurse specialists
- Preparing nursing research for the 21st century : evolution, methodologies, challenges